# Europees kampioenschap hockey B-landen mannen 2011
Het Europees kampioenschap hockey B-landen voor mannen speelde zich af in Vinnytsja, Oekraïne, van 8 augustus tot en met 14 augustus 2011. De eerste plaats was voor Tsjechië, die zich daarmee zeker stelde voor een plaats in het EK voor A-landen in 2013.

## Gekwalificeerde teams
- Wales
- Tsjechië
- Wit-Rusland
- Schotland
- Polen (gedegradeerd bij het EK voor A-landen 2009)
- Oostenrijk (gedegradeerd bij het EK voor A-landen 2009)
- Oekraïne (winnaar van het EK voor C-landen 2009)
- Zweden (nummer 2 van het EK voor C-landen 2009)

## Poulefase

### Groep A
| Team     | G | W | GL | V | P | DV | DT |
| -------- | - | - | -- | - | - | -- | -- |
| Polen    | 3 | 2 | 0  | 1 | 6 | 8  | 2  |
| Tsjechië | 3 | 2 | 0  | 1 | 6 | 9  | 4  |
| Wales    | 3 | 2 | 0  | 1 | 6 | 4  | 3  |
| Zweden   | 3 | 0 | 0  | 3 | 0 | 1  | 13 |

| Team        | G | W | GL | V | P | DV | DT |
| ----------- | - | - | -- | - | - | -- | -- |
| Schotland   | 3 | 2 | 1  | 0 | 7 | 7  | 4  |
| Oostenrijk  | 3 | 2 | 1  | 0 | 7 | 7  | 5  |
| Oekraïne    | 3 | 1 | 0  | 0 | 3 | 8  | 7  |
| Wit-Rusland | 3 | 0 | 0  | 0 | 0 | 4  | 10 |

| Team        | G | W | GL | V | P | DV | DT |
| ----------- | - | - | -- | - | - | -- | -- |
| Schotland   | 3 | 2 | 1  | 0 | 7 | 7  | 4  |
| Oostenrijk  | 3 | 2 | 1  | 0 | 7 | 7  | 5  |
| Oekraïne    | 3 | 1 | 0  | 0 | 3 | 8  | 7  |
| Wit-Rusland | 3 | 0 | 0  | 0 | 0 | 4  | 10 |

## Plaats 5 t/m 8
De nummers 3 en 4 uit beide groepen spelen ieder nog twee wedstrijden tegen de ploegen waar ze nog niet tegen gespeeld hebben. Voor elke ploeg geldt dus dat ze tegen de twee ploegen spelen uit de andere groep. Het klassement voor de plaatsen 5 tot en met 8 wordt dan opgemaakt met deze wedstrijden, maar ook de wedstrijd tegen de groepsgenoot uit de voorronde telt mee in het klassement.
De teams die als zevende en achtste eindigen degraderen uit de B-groep en komen de volgende keer uit op het Europees kampioenschap voor C-landen.

### Groep C
| Team        | G | W | GL | V | P | DV | DT |
| ----------- | - | - | -- | - | - | -- | -- |
| Oekraïne    | 3 | 3 | 0  | 0 | 9 | 10 | 5  |
| Wales       | 3 | 2 | 0  | 0 | 6 | 4  | 3  |
| Zweden      | 3 | 0 | 1  | 0 | 1 | 5  | 7  |
| Wit-Rusland | 3 | 0 | 1  | 0 | 1 | 6  | 10 |

## Plaats 1 t/m 4
| Halve finale | Halve finale | Halve finale |                                     |
| ------------ | ------------ | ------------ | ----------------------------------- |
| 13-08        | Tsjechië     | Schotland    | 2 - 0                               |
|              | Polen        | Oostenrijk   | 3 - 1                               |
| Troostfinale |              |              |                                     |
| 08-08        | Schotland    | Oostenrijk   | 4 - 3                               |
| Finale       |              |              |                                     |
| 08-08        | Tsjechië     | Polen        | 1 - 1 (2 - 1 na penalty shoot-outs) |

## Eindrangschikking
| rang   | land        |
| ------ | ----------- |
| Goud   | Tsjechië    |
| Zilver | Polen       |
| Brons  | Schotland   |
| 4      | Oostenrijk  |
| 5      | Oekraïne    |
| 6      | Wales       |
| 7      | Zweden      |
| 8      | Wit-Rusland |

- Tsjechië en Polen promoveerden naar de A-groep en plaatsten zich voor het Europees kampioenschap hockey voor A-landen mannen 2013.
- Zweden en Wit-Rusland degradeerden naar de C-groep en spelen in 2013 op het Europees kampioenschap hockey voor C-landen mannen 2013.

1970 · 1974 · 1978 · 1983 · 1987 · 1991 · 1995 · 1999 · 2003 · 2005 · 2007 · 2009 · 2011 · 2013 · 2015 · 2017 · 2019 · 2021 · 2023